# رون هيرست
رون هيرست هو لاعب هوكي الجليد كندي، ولد في 18 مايو 1931 في تورونتو في كندا.

## وصلات خارجية
- رون هيرست على موقع دوري الهوكي الوطني (الإنجليزية)
- رون هيرست على موقع EliteProspects.com (الإنجليزية)
- رون هيرست على موقع HockeyDB.com (الإنجليزية)
- رون هيرست على موقع Hockey-Reference.com (الإنجليزية)